# Chlorophorus furtivus
Chlorophorus furtivus är en skalbaggsart som beskrevs av J. Linsley Gressitt och Yves Rondon 1970. Chlorophorus furtivus ingår i släktet Chlorophorus och familjen långhorningar.
Artens utbredningsområde är Laos. Inga underarter finns listade i Catalogue of Life.